# مقاطعة ميلارد (يوتا)
مقاطعة ميلارد (بالإنجليزية: Millard County)‏ هي إحدى مقاطعات ولاية يوتا في الولايات المتحدة الأمريكية.

## معرض صور

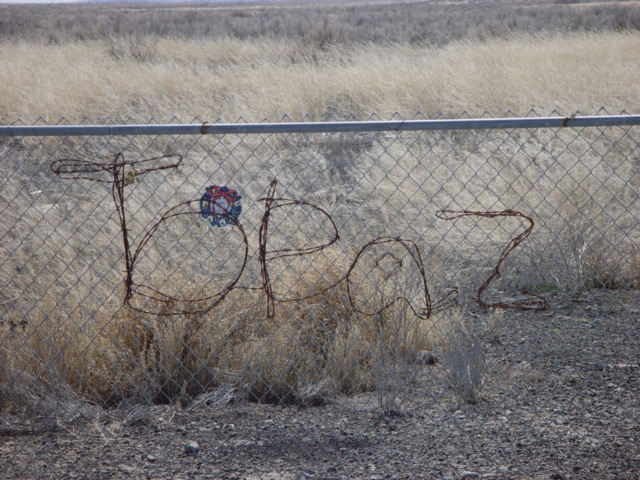
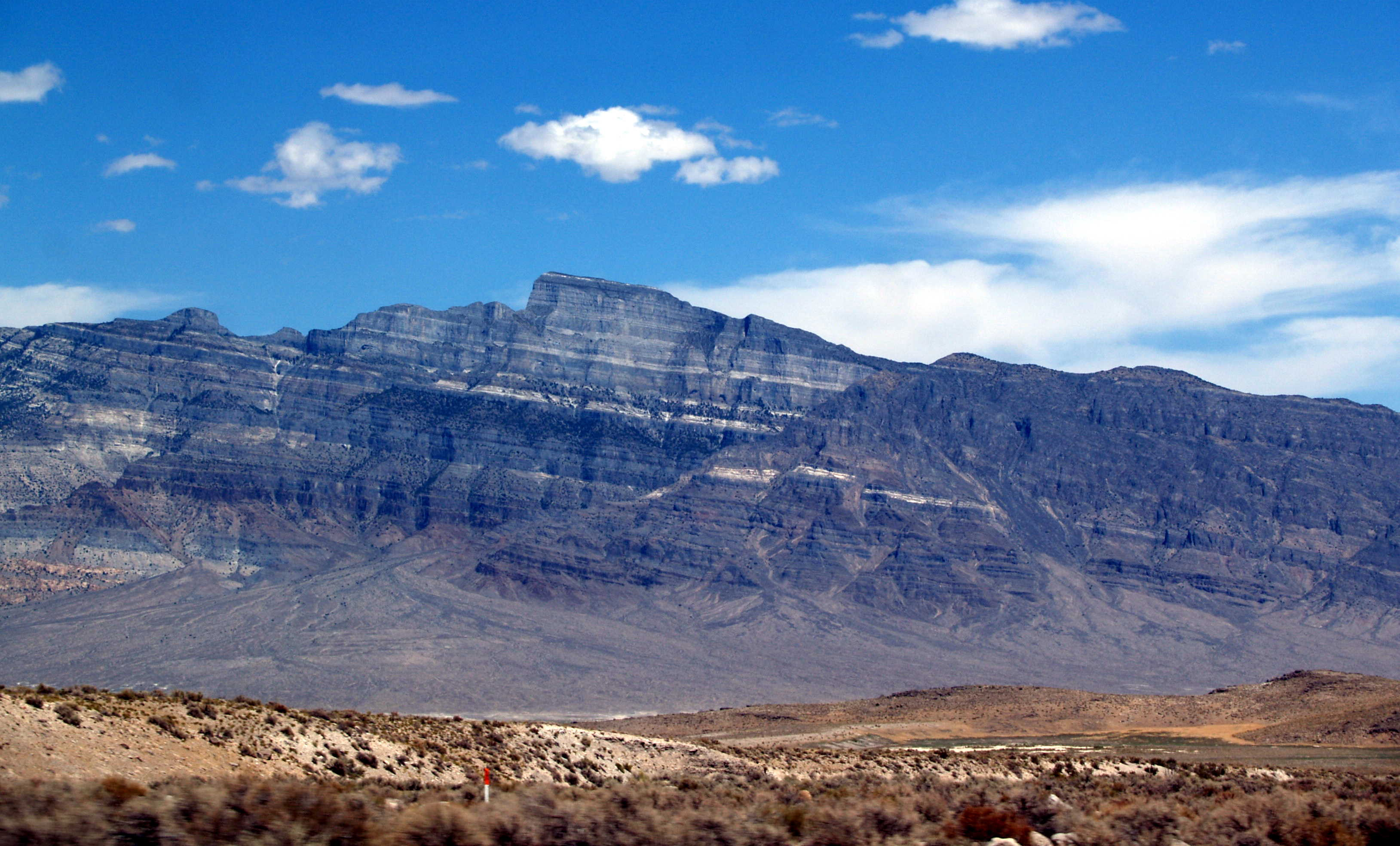
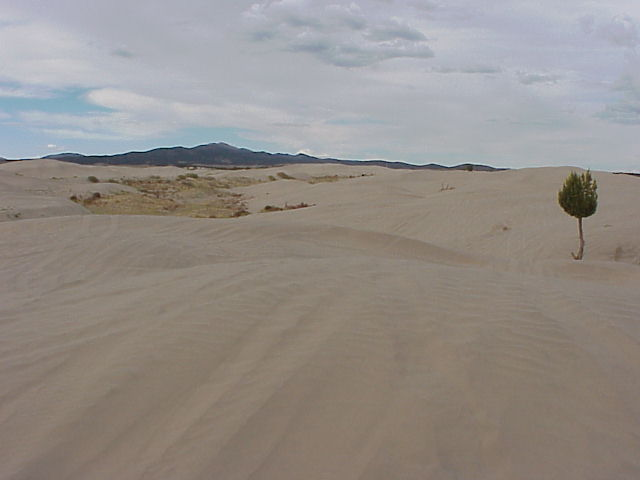
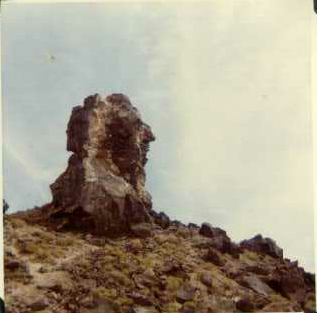